# Fondation Émergence
Fondation Émergence est un organisme à but non lucratif montréalais créé en 2000 à l’initiative de Laurent McCutcheon, alors président de l'organisme Gai Écoute. La Fondation Émergence a pour mission d’éduquer, d’informer et de sensibiliser la population aux réalités des personnes qui se reconnaissent dans la diversité sexuelle ainsi que la pluralité des identités et des expressions de genre. Cela inclut, mais ne se limite pas, aux personnes lesbiennes, gaies, bisexuelles, trans (binaire et non-binaire), queer, intersexes, bispirituelles (2s), asexuelles et à l'ensemble des réalités non binaires. Elle a initié, en 2003, la Journée mondiale contre l'homophobie et la transphobie et organise, chaque année, une campagne de sensibilisation.
La Fondation Émergence lutte contre l’homophobie et la transphobie à travers différentes actions, notamment avec la mise sur pied de programmes comme :
- Journée internationale contre l’homophobie et la transphobie;
- Pour que vieillir soit gai notre programme de sensibilisation des milieux aînés;
- ProAllié notre programme de sensibilisation en milieu de travail;
- Famille Choisie notre programme d’aide aux personnes proches aidant.e.s.

## Programmes

### Journée internationale contre l'homophobie et la transphobie
La journée est originaire du Québec. La Fondation Émergence crée en 2003 la première journée nationale contre l’homophobie. Depuis 2014, son appellation est la Journée internationale contre l'homophobie et la transphobie. Chaque année, la Fondation Émergence organise une campagne de sensibilisation. D'autres organismes ont repris cette journée et elle est maintenant célébrée dans de nombreux pays. La Fondation encourage d'autres organismes (écoles, administrations, etc.) à célébrer eux aussi la journée. Cette journée est soulignée le 17 mai, date symbolique puisque l’homosexualité a été retirée de la liste des maladies mentales de l’Organisation mondiale de la santé (OMS) le 17 mai 1990.

## Historique
La Fondation Émergence a été créée en 2000 à l'initiative d'Interligne (anciennement Gai Écoute) pour lutter contre les préjugés.
La première campagne est lancée en 2001, ayant pour titre "Permettez-moi d'être heureux/heureuse" et était destiné aux écoles.
En 2003, la Fondation lance la journée nationale de lutte contre l’homophobie qui se déroule alors le 4 juin.
En 2005, la journée nationale de lutte contre l’homophobie passe au 17 mai (qui commémore le retrait de l'homosexualité comme maladie mentale selon l'OMS).
En 2006, la Fondation soumet une proposition pour la Déclaration de Montréal, lue lors des 1ers Outgames mondiaux, et qui recommande que le 17 mai soit la journée internationale pour l'homophobie et qu'elle soit reconnue comme telle par l'ONU et par tous les pays du monde.
En 2009, la Fondation lance le programme "Pour que vieillir soit gai".
En 2014, le conseil d’administration de la Fondation Émergence adopte une résolution pour modifier le nom de la journée pour qu'elle devienne la "Journée internationale contre l’homophobie et la transphobie", qui est le nom utilisé aujourd'hui.

## Campagne
- 2001 : "Permettez-moi d'être heureux/heureuse"
- 2002 : "Ça s'attrape pas ! Peur de quoi ?" qui visait particulièrement les garçons hétérosexuels de deuxième cycle.
- 2003 : "Choquant ? Pour les homophobes !" montrant des couples homosexuels qui s'embrassent. La version comportant deux joueurs de hockey qui s'embrassent avec provoqué des réactions assez forte, certaines de ces affiches ont d'ailleurs été arrachées[5].
- 2004 : "Déclaration de guerre à l’homophobie"
- 2005 : "Présumé hétérosexuel"
- 2006 : "L'homophobie se cache"
- 2007 : "On ne choisit pas son orientation sexuelle" cette campagne montrant un nourrisson portant un bracelet "homosexuel" a provoqué de vives réactions
- 2008 : " L'homosexualité n'est PAS une maladie !"
- 2009 : "L'homosexualité n'a pas de frontières"
- 2010 : "Parler du silence : l'homophobie dans le monde du sport"
- 2011 : "Aimer son enfant tel qu'il est"
- 2011 : "Couple de même sexe : une histoire d'amour"
- 2011 : "Non à l'homophobie, non au racisme"
- 2012 : "Au travail, la diversité sexuelle, ça rapporte !"
- 2013 : "Combattez le virus Web de l'homophobie dans Internet et les médias sociaux"
- 2014 : "J'aime mes deux papas ! J'aime mes deux mamans !"
- 2015 : "Les Alliés affichent leurs couleurs" montraient des couples imaginaires constitués de célébrités qui soutiennent la cause LGBT
- 2016 : "L'homophobie et la transphobie affectent tous les âges"
- 2017 : "Peu importe de le genre"
- 2018 : "Dans mon pays, c'est encore un crime d'afficher ses couleurs"
- 2019 : "La violences en ligne contre les personnes LGBTQ+ a des conséquences bien réelles"
- 2020 : "Le soutien de la famille, c'est essentiel"
- 2021 : "Plusieurs portent leurs couleurs sans le vouloir"
- 2022 : "Chaque seconde, l'intolérance écourte des vies"[6]